# Paul Lambert
Paul Lambert (Glasgow, 7 agosto 1969) è un allenatore di calcio ed ex calciatore scozzese, di ruolo centrocampista.

## Carriera

### Giocatore

#### Club
Inizia la sua carriera nel 1984 nei Linwood Rangers. Nel 1986 passa al St. Mirren, permanendovi fino al 1993. Nel 1993 viene acquistato dal Motherwell. Nel 1996, dopo tanti anni in Scozia, passa ai tedeschi del Borussia Dortmund, vincendo subito la Champions League ai danni della Juventus e giocando titolare.
Successivamente torna in patria accasandosi al Celtic. Qui trascorse otto anni divenendo il perno del centrocampo dei biancoverdi e contribuendo alle numerose vittorie in campionato della squadra di Glasgow. Finì la carriera al Livingston nel 2006, essendo il cosiddetto player-manager (calciatore-allenatore) della squadra.

#### Nazionale
Con la Nazionale scozzese ha disputato il mondiale del 1998.

### Allenatore
Dopo essersi ritirato dall'attività agonistica, Lambert ha intrapreso subito la carriera di allenatore. La sua prima esperienza da tecnico arriva nel 2006, sulla panchina del Wycombe Wanderers.
Tra il 2009 ed il 2012 ha allenato il Norwich City, squadra con cui ha vinto la Football League One (terza divisione inglese) nella stagione 2009-2010 e che ha portato alla promozione in Premier League al termine dell'annata successiva. All'esordio in massima serie, la sua squadra ha concluso il campionato con un ottimo 12º posto.
Il 2 giugno 2012 è diventato il nuovo allenatore dell'Aston Villa, per sostituire l'esonerato Alex McLeish. Dopo tre stagioni altalenanti, l'11 febbraio 2015 è stato sollevato dall'incarico, con la squadra ferma al terzultimo posto in classifica.
Il 15 novembre 2015 viene ingaggiato dal Blackburn Rovers, squadra militante nel Championship, firmando un contratto triennale. Il 28 aprile 2016 comunica alla società di voler lasciare la panchina dei i Rovers al termine della stagione.
Il 15 gennaio 2018 viene nominato nuovo allenatore dello Stoke City, in sostituzione dell'esonerato Mark Hughes. A fine stagione la squadra retrocede in Football League Championship.

## Statistiche

### Statistiche da allenatore
Statistiche aggiornate al 9 marzo 2021.
| Stagione            | Squadra             | Campionato          | Campionato | Campionato | Campionato | Campionato | Coppe nazionali | Coppe nazionali | Coppe nazionali | Coppe nazionali | Coppe nazionali | Coppe continentali | Coppe continentali | Coppe continentali | Coppe continentali | Coppe continentali | Altre coppe | Altre coppe | Altre coppe | Altre coppe | Altre coppe | Totale | Totale | Totale | Totale | % Vittorie | Piazzamento |
| Stagione            | Squadra             | Comp                | G          | V          | N          | P          | Comp            | G               | V               | N               | P               | Comp               | G                  | V                  | N                  | P                  | Comp        | G           | V           | N           | P           | G      | V      | N      | P      | %          | Piazzamento |
| ------------------- | ------------------- | ------------------- | ---------- | ---------- | ---------- | ---------- | --------------- | --------------- | --------------- | --------------- | --------------- | ------------------ | ------------------ | ------------------ | ------------------ | ------------------ | ----------- | ----------- | ----------- | ----------- | ----------- | ------ | ------ | ------ | ------ | ---------- | ----------- |
| 2005-feb. 2006      | Livingston          | SPL                 | 26         | 2          | 6          | 18         | SC+CdL          | 2+4             | 0+2             | 1+1             | 1+1             | -                  | -                  | -                  | -                  | -                  | -           | -           | -           | -           | -           | 32     | 4      | 8      | 20     | 12,50      | Dim.        |
| 2006-2007           | Wycombe             | FL2                 | 46         | 16         | 14         | 16         | FACup+CdL       | 2+7             | 1+3             | 0+3             | 1+1             | -                  | -                  | -                  | -                  | -                  | FLT         | 2           | 1           | 0           | 1           | 57     | 21     | 17     | 19     | 36,84      | 12º         |
| 2007-2008           | Wycombe             | FL2                 | 46+2       | 22+0       | 12+1       | 12+1       | FACup+CdL       | 1+1             | 0+0             | 0+0             | 1+1             | -                  | -                  | -                  | -                  | -                  | FLT         | 1           | 0           | 0           | 1           | 51     | 22     | 13     | 16     | 43,14      | 7º          |
| Totale Wycombe      | Totale Wycombe      | Totale Wycombe      | 92+2       | 38+0       | 26+1       | 28+1       |                 | 11              | 4               | 3               | 4               |                    | -                  | -                  | -                  | -                  |             | 3           | 1           | 0           | 2           | 108    | 43     | 30     | 35     | 39,81      |             |
| ott. 2008-2009      | Colchester Utd      | FL1                 | 37         | 16         | 7          | 14         | FACup+CdL       | 1+0             | 0               | 0               | 1               | -                  | -                  | -                  | -                  | -                  | FLT         | 2           | 1           | 0           | 1           | 40     | 17     | 7      | 16     | 42,50      | Sub. 12º    |
| 2009-2010           | Norwich City        | FL1                 | 46         | 29         | 8          | 9          | FACup+CdL       | 2+2             | 1+1             | 0+0             | 1+1             | -                  | -                  | -                  | -                  | -                  | FLT         | 4           | 2           | 2           | 0           | 54     | 33     | 10     | 11     | 61,11      | 1º          |
| 2010-2011           | Norwich City        | FLC                 | 46         | 23         | 15         | 8          | FACup+CdL       | 1+2             | 0+1             | 0+0             | 1+1             | -                  | -                  | -                  | -                  | -                  | -           | -           | -           | -           | -           | 49     | 24     | 15     | 10     | 48,98      | 2º          |
| 2011-2012           | Norwich City        | PL                  | 38         | 12         | 11         | 15         | FACup+CdL       | 3+1             | 2+0             | 0+0             | 1+1             | -                  | -                  | -                  | -                  | -                  | -           | -           | -           | -           | -           | 42     | 14     | 11     | 17     | 33,33      | 12º         |
| Totale Norwich City | Totale Norwich City | Totale Norwich City | 130        | 64         | 34         | 32         |                 | 11              | 5               | 0               | 6               |                    | -                  | -                  | -                  | -                  |             | 4           | 2           | 2           | 0           | 145    | 71     | 36     | 38     | 48,97      |             |
| 2012-2013           | Aston Villa         | PL                  | 38         | 10         | 11         | 17         | FACup+CdL       | 2+6             | 1+4             | 0+1             | 1+1             | -                  | -                  | -                  | -                  | -                  | -           | -           | -           | -           | -           | 46     | 15     | 12     | 19     | 32,61      | 15º         |
| 2013-2014           | Aston Villa         | PL                  | 38         | 10         | 8          | 20         | FACup+CdL       | 1+2             | 0+1             | 0+0             | 1+1             | -                  | -                  | -                  | -                  | -                  | -           | -           | -           | -           | -           | 41     | 11     | 8      | 22     | 26,83      | 15º         |
| 2014-feb. 2015      | Aston Villa         | PL                  | 25         | 5          | 7          | 13         | FACup+CdL       | 2+1             | 2+0             | 0+0             | 0+1             | -                  | -                  | -                  | -                  | -                  | -           | -           | -           | -           | -           | 28     | 7      | 7      | 14     | 25,00      | Eson.       |
| Totale Aston Villa  | Totale Aston Villa  | Totale Aston Villa  | 101        | 25         | 26         | 50         |                 | 14              | 8               | 1               | 5               |                    | -                  | -                  | -                  | -                  |             | -           | -           | -           | -           | 115    | 33     | 27     | 55     | 28,70      |             |
| nov. 2015-2016      | Blackburn           | FLC                 | 30         | 10         | 8          | 12         | FACup+CdL       | 3+0             | 2               | 0               | 1               | -                  | -                  | -                  | -                  | -                  | -           | -           | -           | -           | -           | 33     | 12     | 8      | 13     | 36,36      | Sub. 15º    |
| nov. 2016-2017      | Wolverhampton       | FLC                 | 31         | 12         | 5          | 14         | FACup+CdL       | 3+0             | 2               | 0               | 1               | -                  | -                  | -                  | -                  | -                  | -           | -           | -           | -           | -           | 34     | 14     | 5      | 15     | 41,18      | Sub. 15º    |
| gen.-giu. 2018      | Stoke City          | PL                  | 15         | 2          | 7          | 6          | FACup+CdL       | -               | -               | -               | -               | -                  | -                  | -                  | -                  | -                  | -           | -           | -           | -           | -           | 15     | 2      | 7      | 6      | 13,33      | Sub. 19º    |
| ott. 2018-2019      | Ipswich Town        | FLC                 | 31         | 3          | 10         | 18         | FACup+CdL       | 1+0             | 0               | 0               | 1               | -                  | -                  | -                  | -                  | -                  | -           | -           | -           | -           | -           | 32     | 3      | 10     | 19     | &9,38      | Sub. 24º    |
| 2019-2020           | Ipswich Town        | FL1                 | 36         | 14         | 10         | 12         | FACup+CdL       | 4+1             | 1+0             | 2+0             | 1+1             | -                  | -                  | -                  | -                  | -                  | FLT         | 5           | 2           | 1           | 2           | 46     | 17     | 13     | 16     | 36,96      | 11º         |
| 2020-feb. 2021      | Ipswich Town        | FL1                 | 29         | 14         | 5          | 10         | FACup+CdL       | 1+2             | 0+1             | 1+0             | 0+1             | -                  | -                  | -                  | -                  | -                  | FLT         | 3           | 1           | 0           | 2           | 35     | 16     | 6      | 13     | 45,71      | Eson.       |
| Totale Ipswich Town | Totale Ipswich Town | Totale Ipswich Town | 96         | 31         | 25         | 40         |                 | 9               | 2               | 3               | 4               |                    | -                  | -                  | -                  | -                  |             | 8           | 3           | 1           | 4           | 113    | 36     | 29     | 48     | 31,86      |             |
| Totale carriera     | Totale carriera     | Totale carriera     | 560        | 200        | 145        | 215        |                 | 58              | 25              | 9               | 24              |                    | -                  | -                  | -                  | -                  |             | 17          | 7           | 3           | 7           | 635    | 232    | 157    | 246    | 36,54      |             |

## Palmarès

### Giocatore

#### Club

##### Competizioni nazionali
- Coppa di Scozia: 4

St. Mirren: 1986-1987
Celtic: 2000-2001, 2003-2004, 2004-2005
- Supercoppa di Germania: 1

Borussia Dortmund: 1996
- Campionato scozzese: 4

Celtic: 1997-1998, 2000-2001, 2001-2002, 2003-2004
- Coppa di Lega scozzese: 3

Celtic: 1997-1998, 1999-2000, 2000-2001

##### Competizioni internazionali
- UEFA Champions League: 1

Borussia Dortmund: 1996-1997

#### Individuale
- Giocatore dell'anno della SFWA: 1

2002

### Allenatore
- Football League One: 1

Norwich City: 2009-2010